# Amathonte (Jordanie)
Pour les articles homonymes, voir Amathus, Amathous et Amathonte.
Amathonte, Amathous, Amatha est le nom d'une place forte dont l'historien du Ier siècle Flavius Josèphe dit que c’est « la plus importante des forteresses sises au-delà du Jourdain ».

Décapole de Jordanie.

## Histoire
En 102 av. J.-C., le roi hasmonéen de Judée et grand prêtre de Jérusalem Alexandre Jannée investit Gadara (Umm Qeis) et la prend après un siège de dix mois. Puis il prend Amathonte. En 101 av. J.-C., Théodore, tyran de Philadelphie, massacre les troupes juives et reprend à Alexandre Jannée les trésors qu’il lui avait pris à Amathonte. Après avoir maté une révolte chez les juifs, Alexandre Jannée revient dans le pays de Galaad et de Moab, leur impose un tribut et se tourne de nouveau contre Amathonte. Il trouve la place abandonnée par Théodore et il la démantèle.
En 57 av. J.-C., Gabinius est nommé proconsul en Syrie. Il sort vainqueur d'un affrontement avec le roi des juifs Aristobule qu'il remplace par Hyrcan II dont la fonction se réduit à diriger le temple de Jérusalem. Il dote cinq cités de sénat de notables. Deux de ces villes ainsi gouvernées sont dans le pays de Galaad : Gadara et Amathonte les trois autres Jérusalem, Jéricho et Sepphoris sont en Cisjordanie.
Ce choix laisse supposer qu'Amathonte est alors une cité relativement importante et qu'elle a été restaurée après le passage d'Alexandre Jannée en 101 av. J.-C..

## Localisation
La seule localisation est celle d'Eusèbe de Césarée dans son Onomastique où il tente de localiser les lieux nommés dans la Bible : 

« Aemath est une ville dans le territoire de Ruben appelée maintenant Amathous de l'autre côté du Jourdain à vingt et un milles au sud de Pella. »

— Eusebius (trad. Jerome), Eusebii Pamphili Episcopi Caesariensis Onomasticon : urbium et locorum Sacrae Scripturae, In aedibus F. Nicolae, 1862, 443 p. (présentation en ligne, lire en ligne), p. 26-27 ((grc) p. 26, (la) p. 27.)
La seule chose certaine c'est qu'Amathonte est au sud de Pella.La distance de 30 km permet d'arriver au niveau du Jabbok (Nahr ez-Zarqa), le domaine de la tribu de Ruben est habituellement situé plus au sud.
Amathonte aurait été localisée (en 2007) sur la montagne appelée Tell adh-Dhahab dans un méandre du Jabbok.
Amatha est aussi un des noms donnés aux sources thermales qui se trouvent au pied de Gadara sur la rive nord du Yarmouk. Pour ajouter à la confusion, le nom Amath(a) a parfois été utilisé pour désigner la ville de Hama au nord de Damas en Syrie actuelle, sans parler d’Amathonte dans l’île de Chypre.